# La Grande-Fosse
La Grande-Fosse è un comune francese di 118 abitanti situato nel dipartimento dei Vosgi nella regione del Grand Est.

## Società

### Evoluzione demografica
Abitanti censiti